# Birgitte Thott

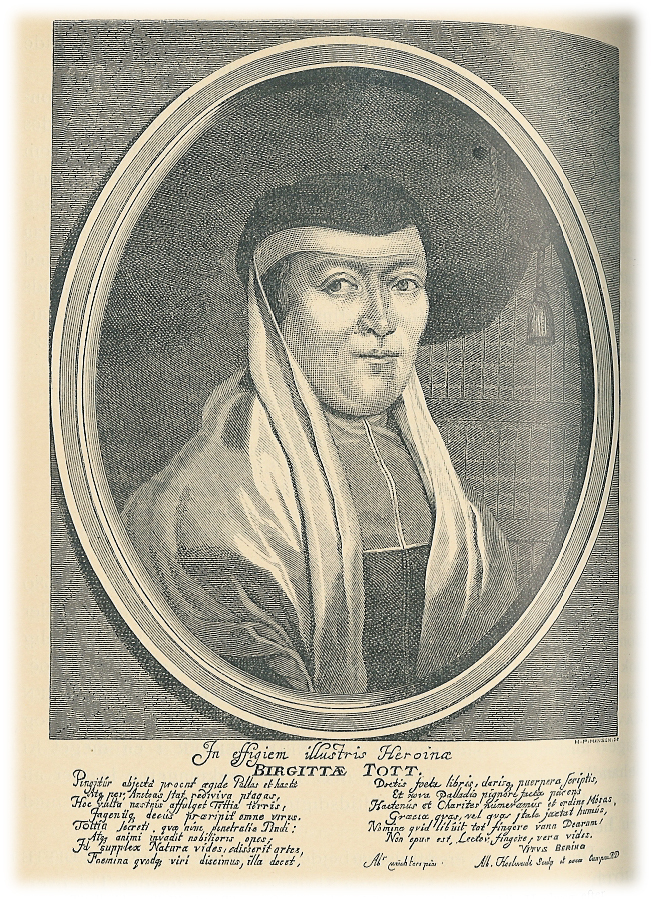
Birgitte Thott

Birgitte (Bridget) Thott (17 de junho de 1610 – 8 de abril de 1662) foi uma escritora, erudita e feminista dinamarquesa, conhecida por seu vasto conhecimento. Era fluente e letrada em latim (sua principal área de estudo), além de diversos outros idiomas. Traduziu muitas obras publicadas para o dinamarquês, incluindo uma tradução de mil páginas do filósofo moralista latino Sêneca.

## Vida
Birgitte nasceu em 1610, filha do nobre Christen Thott e de Sophie Below, em Turebygård. Era irmã de Henrik Thott (1606–1676). Thott perdeu o pai aos 6 anos de idade. Sua mãe, uma mulher instruída, a educou em línguas e literatura. Na época, ser educada por pais instruídos era praticamente a única forma de uma menina receber algum tipo de educação formal na Dinamarca.
Thott casou-se com Otto Giøe em 1632, aos 22 anos, mas ele faleceu dez anos depois, em decorrência de complicações causadas por um ferimento de bala. O casal não teve filhos. Apesar disso, Birgitte Thott foi responsável pela criação de duas crianças conhecidas: Elisabeth e Sophie.

## Carreira

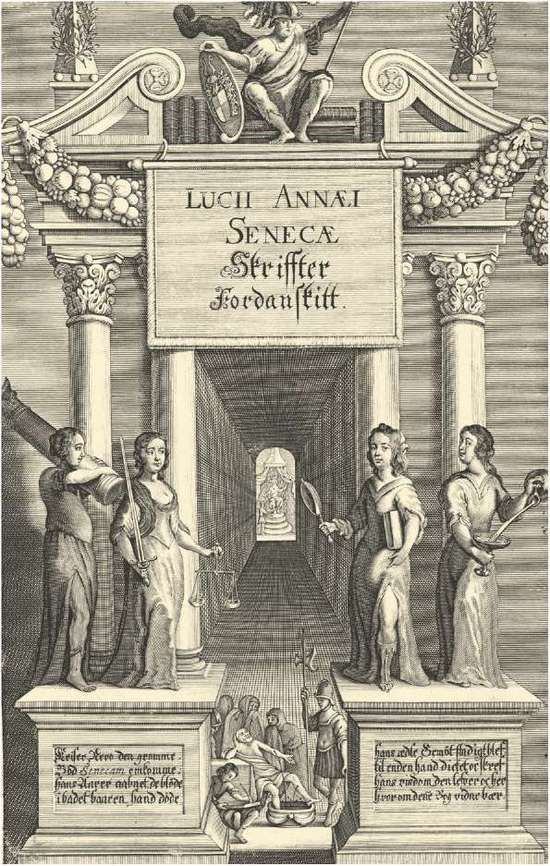
Página de rosto da tradução das obras de Sêneca para o dinamarquês. O nome de Thott não aparece, mas ela é representada como Minerva, usando um elmo, no topo da página

Ela é mais conhecida por sua tradução da obra do filósofo moral Sêneca, Philologus, feita em 1658 do latim para o dinamarquês. O projeto foi um enorme esforço e resultou em uma obra de mil páginas. Essa foi a primeira tradução do tipo e introduziu uma nova conversa cultural e religiosa ao público dinamarquês, além de enriquecer a língua dinamarquesa com novos vocábulos.
Embora dominasse o latim, Birgitte Thott não produziu textos originais nesse idioma, preferindo dedicar-se à tradução. "Fontes contemporâneas relatam que, antes de sua morte, ela dominava dinamarquês, alemão, holandês, inglês, francês, italiano, espanhol, latim, grego e hebraico, sendo confirmadas suas habilidades em alemão, inglês, francês e latim por meio das traduções que deixou."
Ela retomou e se dedicou intensamente aos estudos após a morte do marido. Em 1660, recebeu autorização do rei para obter uma pensão anual da Academia de Sorø, com o objetivo de ampliar sua biblioteca e continuar seus estudos linguísticos. Isso foi viabilizado com a ajuda de Jørgen Rosenkrantz.
Thott integrou uma pequena rede europeia de aproximadamente 100 a 150 mulheres eruditas, entre elas Cristina, Rainha da Suécia, Marie le Jars du Gournay (na França), Bathsua Makin (na Inglaterra), Dorothea Moore (na Irlanda) e Anna Maria van Schurman. Tornou-se uma figura respeitada na comunidade acadêmica dinamarquesa, mesmo sem exercer uma "profissão" pública. Foi uma das primeiras defensoras dos direitos das mulheres na Escandinávia.

## Homenagens
A artista feminista Judy Chicago criou uma instalação de arte intitulada The Dinner Party em 1979, atualmente em exibição no Brooklyn Museum. Há 39 lugares em torno de uma mesa para 39 mulheres importantes da história e mitologia. O chão de porcelana, chamado Heritage Floor, traz inscritos em dourado os nomes de 999 mulheres notáveis adicionais. Birgitte Thott está entre essas mulheres, sob o nome Bridget Thott.
Ao traduzir Sêneca, Thott elogiou os romanos por afirmarem que as mulheres, assim como os homens, deveriam ser homenageadas por seus feitos em orações fúnebres. Nesse espírito, o professor Jørgen Rosenkrantz escreveu um discurso fúnebre em sua homenagem, que foi preservado e relata sua vida e realizações.

Citação do discurso fúnebre de Rosenkrantz:
Aos trinta e um anos, orientada por mestres eminentes, ela iniciou o estudo da língua latina, que hoje é estudada por eruditos em todo o mundo, e com tanto êxito que logo pôde expressar quaisquer pensamentos nessa língua. Para captar o sentido mais profundo das Escrituras Sagradas, dedicou-se – com sucesso e progresso excepcionais – ao estudo do hebraico, a língua usada por Deus para transmitir Sua Palavra aos patriarcas e profetas, e na qual os escritos canônicos do Antigo Testamento foram originalmente redigidos. Ela sabia perfeitamente que a água tem um sabor na fonte e outro no curso do rio.
Anna Maria van Schurman escreveu um dos doze poemas introdutórios da tradução de Philologus por Thott, referindo-se a ela como a décima musa — uma designação louvável para mulheres eruditas da época.

## Conquistas não publicadas
Birgitte Thott também escreveu um manuscrito pessoal de duzentas páginas intitulado Om et lyksaligt liv (Sobre uma vida feliz). Nele, argumenta que, mesmo que as mulheres não tenham acesso ao aprendizado de línguas estrangeiras, deveriam poder ler obras de outras culturas por meio de traduções. Esse ideal norteou sua vida.
Trechos de Sobre uma vida feliz:

Sobre a falta de incentivo à educação de meninas:
Ninguém desperta nelas o apetite pelo doce ali encontrado. Ninguém lhes conta quais são os manjares da alma, nem qual o poderoso remédio contra todas as suas fraquezas é ter algum conhecimento do bem e do mal. Há muitos — e disso ouvi falar com frequência — que preferem advertir jovens donzelas de que se debruçar sobre livros fará delas alvo de zombaria.
Sobre a educação de meninos:
Mas os meninos são tratados de forma completamente diferente. São atraídos para os estudos com promessas de recompensa e honra; [...] são levados à escola por seus pais ou tutores, quer queiram ou não. Há tantos homens instruídos que se esforçam e dedicam a ensinar [...] nenhum sacrifício é poupado nas instituições educacionais [...] para conduzir os estudantes adiante.

## Leitura complementar
- Rafky, Isabella. "Judy Chicago's 'The Dinner Party'". THINGS MAGAZINE. 18 de março de 2016. Acesso em 11 de maio de 2016. http://www.thingsmag.us/2016/03/judy-chicagos-dinner-party.html.
- Stevenson, Jane. "Women Writers' Network." In *Brill's Encyclopaedia of the Neo-Latin World*, editado por Phillip Ford, Jan Bloemendal, e Charles E. Fantazzi. Vol. 2. Brill Publishing, 2014.